# Liste der Kulturdenkmäler in Hamburg-Stellingen
Die Liste der Kulturdenkmäler in Hamburg-Stellingen enthält die in der Denkmalliste ausgewiesenen Denkmäler auf dem Gebiet des Stadtteils Stellingen der Freien und Hansestadt Hamburg.
Basis ist der Datensatz Denkmalliste Hamburg auf dem Transparenzportal Hamburg. Dieser enthält alle Objekte, die rechtskräftig nach dem Hamburger Denkmalschutzgesetz vom 5. April 2013 unter Denkmalschutz stehen (§ 6 Abs. 1 DSchG HA) oder zumindest zeitweise standen. Die Denkmalliste steht auch als PDF-Dokument zur Verfügung. Alle Denkmäler in Stellingen, die schon nach dem Denkmalschutzgesetz vom 3. Dezember 1973, zuletzt geändert am 27. November 2007, unter Denkmalschutz standen, sind auch auf der Liste der Kulturdenkmäler im Hamburger Bezirk Eimsbüttel zu finden.

## Legende
- ID: Gibt die vom Denkmalschutzamt Hamburg vergebene Objekt-ID (Identifikationsnummer) des Kulturdenkmals an, (in Klammern gegebenenfalls die Denkmalnummer nach altem Denkmalschutzgesetz).
- Adresse: Nennt den Straßennamen und, wenn vorhanden, die Hausnummer des Kulturdenkmals. Die Grundsortierung der Liste erfolgt nach dieser Adresse.
- Art: Zeigt an, ob es ein Objekt („O“) oder ein Ensemble („E“) ist.
- Datierung: Gibt die Datierung an; das Jahr der Fertigstellung bzw. den Zeitraum der Errichtung.
- Ensemble: Gibt die Nummer des Ensembles an, zu der das Objekt gehört, bzw. bei Ensembles die Nummer des Ensembles selbst.

Hinweis: Die Grundsortierung der Liste erfolgt nach der Adresse und ist alternativ nach ID, Art (Objekt oder Ensemble), Typ, Datierung, Entwurf oder Kurzbeschreibung sortierbar.

| ID           | Adresse | Art | Typ                                                 | Kurzbeschreibung                                     | Datierung                                   | Entwurf                               | Ensemble | Bild           |
| ------------ | --- | --- | --------------------------------------------------- | ---------------------------------------------------- | ------------------------------------------- | ------------------------------------- | -------- | -------------- |
| 19728 (1589) | Basselweg 73 (Lage) | O   | Rathaus                                             |                                                      | 1912/1913                                   | Zöllner, Karl                         |          | weitere Bilder |
| 19732        | Eidelstedter Weg in der Straße westlich von Nr. 107 (Lage)                                                                                    | O   | Grenzstein                                          |                                                      | 1911, nach                                  |                                       |          |                |
| 19731        | Eidelstedter Weg vor Nr. 93 (Lage) | O   | Grenzstein                                          |                                                      | 1913                                        |                                       |          |                |
| 30703        | Försterweg 12, 14 (Lage) | E   |                                                     | Kirche Zum Guten Hirten Försterweg                   |                                             |                                       | 30703    | BW             |
| 19887        | Försterweg 12 (Lage) | O   | Kirche                                              | Kirche Zum Guten Hirten                              | 1960–1961                                   | Grundmann, Friedhelm/Sandtmann, Horst | 30703    | weitere Bilder |
| 29010        | Försterweg 12 (Lage) | O   | Gemeindehaus                                        |                                                      | 1962                                        | Sandtmann, Horst                      | 30703    |                |
| 19888        | Försterweg 14 (Lage) | O   | Pastorat (mit Konfirmandensaal)                     |                                                      | 1954                                        | Quednau, Kurt                         | 30703    |                |
| 19739        | Försterweg o.Nr. (Lage) | O   | Friedhof, jüdischer Friedhof                        | Jüdischer Friedhof                                   | 1887                                        |                                       |          | weitere Bilder |
| 30702        | Gazellenkamp o.Nr., Hagenbeckallee o.Nr., Hagenbeckstraße o.Nr., Lokstedter Grenzstraße o.Nr., Tierparkallee o.Nr., Tierpark Hagenbeck (Lage) | E   |                                                     | Tierpark Hagenbeck                                   |                                             |                                       | 30702    | BW             |
| 19877 (1111) | Gazellenkamp o.Nr. (Lage) | O   | Tierpark                                            | Tierpark Hagenbeck                                   | 1902, ab                                    | Diverse                               | 30702    |                |
| 29573        | Hagenbeckallee 10 (Lage) | O   | Wohnhaus                                            | Gebäude mit straßenseitiger Befriedung               | 1956–1957                                   | Quednau, Kurt                         |          |                |
| 19882 (1111) | Hagenbeckallee o.Nr. (Lage) | O   | Tierpark                                            | Tierpark Hagenbeck                                   | 1902, ab                                    | Diverse                               | 30702    | BW             |
| 29572 (1328) | Hagenbeckstraße 10 (Lage) | O   | Kirchengebäude (Kathedralkirche)                    | Kirche St. Prokopius, Kirchengebäude mit Nebenbauten | 1961–1965                                   | Seroff, Leo; Nürnberg, A.             |          | weitere Bilder |
| 19880        | Hagenbeckstraße o.Nr. (Lage) | O   | Tierpark                                            | Tierpark Hagenbeck                                   | 1902, ab                                    | Diverse                               | 30702    | BW             |
| 19742        | Högenstraße auf dem Fußweg vor Nr. 49 a (Lage)                                                                                                | O   | Grenzstein                                          |                                                      | 1913, um                                    |                                       |          |                |
| 19741        | Högenstraße auf der Straßenmitte vor Nr. 54b (Lage)                                                                                           | O   | Grenzstein                                          |                                                      | 1913, um                                    |                                       |          |                |
| 19875        | Högenstraße auf der Straßenmitte vor Nr. 54b (Lage)                                                                                           | O   | Grenzstein                                          |                                                      | 1913, um                                    |                                       |          |                |
| 19876        | Högenstraße vor Nr. 54 d (Lage) | O   | Grenzstein                                          |                                                      | 1913, um                                    |                                       |          | BW             |
| 19744        | Högenstraße westlich von Nr. 50 (Lage) | O   | Grenzstein                                          |                                                      | 1910, nach                                  |                                       |          |                |
| 19745        | Högenstraße westlich von Nr. 50 (Lage) | O   | Grenzstein                                          |                                                      | 1913                                        |                                       |          |                |
| 19889        | Johann-Wenth-Straße neben der Kirche (Lage)                                                                                                   | O   | Denkmalanlage                                       | Denkmal für die Erhebung Schleswig-Holsteins         | 1912/1913                                   |                                       | 30704    |                |
| 19890        | Johann-Wenth-Straße neben der Kirche (Lage)                                                                                                   | O   | Kriegerdenkmal (Kriegerdenkmal 1914/18 und 1939/45) |                                                      | 1958                                        | Quednau, Kurt                         | 30704    |                |
| 30704        | Johann-Wenth-Straße neben der Kirche, Molkenbuhrstraße 8 (Lage)                                                                               | E   |                                                     | Stellinger Kirche                                    |                                             |                                       | 30704    | weitere Bilder |
| 19737        | Kronsaalsweg 30 | O   | Güterbahnhofsgebäude                                |                                                      | 1912                                        |                                       |          |                |
| 19733        | Lutterothstraße in der Straße gegenüber von Nr. 102 (Lage)                                                                                    | O   | Grenzstein                                          |                                                      | 1911 (vermutl.)                             |                                       |          | BW             |
| 19734        | Lutterothstraße in der Straße gegenüber von Nr. 102 (Lage)                                                                                    | O   | Grenzstein                                          |                                                      | 1911 (vermutl.)                             |                                       |          | BW             |
| 19736        | Lutterothstraße in der Straße gegenüber von Nr. 103 (Lage)                                                                                    | O   | Grenzstein                                          |                                                      | 1911                                        |                                       |          | BW             |
| 19735        | Lutterothstraße in der Straße gegenüber von Nr. 104 (Lage)                                                                                    | O   | Grenzstein                                          |                                                      | 1911 (vermutl.)                             |                                       |          | BW             |
| 19746        | Lutterothstraße in der Straße östlich von Nr. 105 (Lage)                                                                                      | O   | Grenzstein                                          |                                                      | 1913, um                                    |                                       |          | BW             |
| 19891        | Molkenbuhrstraße 8 (Lage) | O   | Kirche                                              | Stellinger Kirche                                    | 1951–1953 Wiederaufbau / 2022 Turmsanierung | Quednau, Kurt                         | 30704    |                |
| 19729        | Sportplatzring hinter Nr. 47 (Lage) | O   | Kriegerdenkmal (Kriegerdenkmal 1914/18 und 1939/45) |                                                      | nicht ermittelt                             | nicht ermittelt                       |          | weitere Bilder |
| 19879        | Tierpark Hagenbeck | O   | Denkmal                                             | Denkmal für Urs Eggenschwyler                        | nicht ermittelt                             | Marcuse, Rudolf                       | 30702    |                |
| 19883        | Tierpark Hagenbeck | O   | Denkmal                                             | Denkmal für G. C. Hagenbeck                          | 1907                                        | Franke, Rudolf                        | 30702    |                |
| 19884        | Tierpark Hagenbeck (Lage) | O   | Tierpark                                            | Tierpark Hagenbeck                                   | 1902, ab                                    | Diverse                               | 30702    | BW             |
| 19885        | Tierpark Hagenbeck | O   | Denkmal                                             | Denkmal für Heinrich Hagenbeck                       | 1945, nach                                  | Goebel, A. W.                         | 30702    |                |
| 19886        | Tierpark Hagenbeck | O   | Denkmal                                             | Denkmal für Carl Hagenbeck                           | 1926                                        | Marcuse, Rudolf                       | 30702    |                |
| 19881 (1111) | Tierparkallee o.Nr. (Lage) | O   | Tierpark                                            | Tierpark Hagenbeck                                   | 1902, ab                                    | Diverse                               | 30702    |                |